# Les Secrets de Castelcerf
Les Secrets de Castelcerf est un roman de fantasy écrit par Robin Hobb. Traduction française de la première moitié du livre original The Golden Fool publié en 2002, il a été publié en français le 3 novembre 2003 aux éditions Pygmalion et constitue le neuvième tome de L'Assassin royal ainsi que le troisième tome du deuxième cycle.
Les événements relatés dans ce deuxième cycle se déroulent quinze ans après ceux décrits dans les six tomes du cycle précédent. Une autre série de Robin Hobb, Les Aventuriers de la mer, se déroulant dans le même monde, se situe chronologiquement entre ces deux cycles et introduit des personnages importants du deuxième cycle.

## Résumé
FitzChevalerie est de retour au château de Castelcerf. Il a sauvé le prince Devoir, fils de l’esprit de Vérité et de Kettricken, et celui-ci lui demande de devenir son maître d'Art et de Vif, au grand désarroi du héros.
L’ancien assassin va devoir réapprendre à vivre au milieu de la cour royale mais aussi retrouver ses réflexes que Umbre Tombétoile lui a inculqués car les fidèles du prince Pie l’ont retrouvé.